# 285 Regina
285 Regina este un asteroid din centura principală, descoperit pe 3 august 1889, de Auguste Charlois.